# Amos Oz
Amos Oz (Jeruzalem, 4. svibnja 1939. – Tel Aviv, 28. prosinca 2018.) bio je izraelski književnik i novinar, profesor književnosti na Sveučilištu Ben-Gurion u Be'er Shevi. Od 1967. bio je poznati aktivist pokreta za rješavanje izraelsko-palestinskog sukoba.

## Život
Rođen kao Amos Klausner. Odrastao u Jeruzalemu u ulici Amos, četvrti Kerem Avraham. Polovina Ozovih romana smještena je upravo u tu četvrt. Njegovi roditelji, Yehuda Arieh Klausner i Fania Musman, bili su cionistički imigranti iz istočne Europe. Njegov otac studirao je povijest i književnost u Vilniusu, Litva. U Jeruzalemu je radio kao knjižničar i pisac. Otac Ozove majke posjedovao je mlin u mjestu Rovno, zapadna Ukrajina, ali se 1934. godine s obitelji preselio u Haifu, Izrael.
Ozovi predci bili su naklonjeni revizionistima, desnom krilu cionističkog pokreta. Njegov ujak Joseph Klausner bio je kandidat Herut stranke u predsjedničkoj kampanji protiv Chaim Weizmanna, a bio je i predsjednik hebrejskog književnog društva na Hebrejskom sveučilištu u Jerusalemu.
Sam Oz i njegova obitelj bili su distancirani od religije. Usprkos toj činjenici Oz je pohađao mjesnu vjersku školu. Alternativa ovoj školi bila je škola koju je njegova obitelj cijenila još manje. Ugledni pjesnik Zelda bio je jedan od njegovih učitelja. Školovanje nastavlja u hebrejskoj srednjoj školi Rehavia.
Ozova majka počinila je samoubojstvo kada je on imao 12 godina, izazivajući kod njega osjećaj odbačenosti koju će on istražiti u svojim memoarima A Tale of Love and Darkness. Pristupa Cionističkoj partiji i odlazi u Hulda kibuc u dobi od 14 godina. Tamo ga usvaja obitelj Huldai (njihov sin Ron je sada gradonačelnik Tel Aviva). Tada i mijenja svoje prezime u Oz, što na hebrejskom znači "snaga". U kibucu živi i radi sve do 1986. kada se sa ženom Nily seli u Arad zbog astme njihova sina Daniela. S uzlaznom putanjom njegove književničke karijere Ozove su se obveze u kibucu smanjivale, jer je zarada od pisanja išla i u kibuc. 
Kao većina izraelskih Židova, Oz je odslužio vojsku. U kasnim pedesetima služio je u Nahalu i bio sudionik pograničnog sukoba sa Sirijom; tijekom Šestodnevnog rata (1967.) s tenkovskom jedinicom bio je na Sinaju; tijekom Jomkipurskog rata (1973.) služio je na Golanskoj visoravni.
Nakon Nahala, Oz studira filozofiju i hebrejsku književnost na Hebrejskom sveučilištu. Osim nekoliko kratkih članaka za novine koje su izlazile u kibutzu i Davar novinama, Oz do svoje 22 godine nije ništa objavio. Njegova prva zbirka priča Where the Jackal Howls izlazi 1965., a njegov prvi roman Elsewhere, Perhaps 1966. godine. Od tada objavljuje u prosjeku jednu knjigu godišnje za izdavača Am Oved.
Napušta Am Oved i odlazi k Keteru s kojim potpisuje ekskluzivni ugovor koji mu omogućuje fiksni mjesečni iznos neovisno o broju prodanih primjeraka.
Ozova najstarija kćerka Fania predaje povijest na Sveučilištu u Haifi.

## Nagrade
Oz je dobitnik najprestižnije izraelske nagrada, Izraelska nagrada za književnost, 1998. godine.
Godine 2005. dobitnik je Goetheove nagrade grada Frankfurta, prestižne nagrade kojom su ranije nagrađeni i Sigmund Freud i Thomas Mann.

## Stvaralaštvo
Oz je napisao 18 knjiga na hebrejskom i oko 450 članaka i eseja. Njegova su djela prevedena na tridesetak svjetskih jezika.
Oz usporedno s romanima redovno objavljuje eseje o politici, književnosti i miru. Objavljivao je za Davar, Yedioth Ahronoth, New York Review of Books.
Oz je jedan od pisaca čiji je rad predmet izučavanja. Na Sveučilištu Ben-Gurion u Negevu utemeljeni su studiji koji se bave Ozom i njegovim djelom. Zadnjih godina Oz se smatra jednim od najozbiljnijih kandidata za Nobelovu nagradu za književnost. Godine 1998. dobio je najugledniju izraelsku nagradu za književnost.
U svojim djelima Amos Oz nastoji likove prikazati realno, s dozom ironije. Njegov odnos prema kibucu opisan u njegovim djelima naišao je na kritičan ton.

## Politika
Amos Oz je jedan od najutjecajnijih i najcjenjenijih intelektualaca Izraela. To je posebno očito u njegovim javnim nastupima, usprkos činjenici da nije više tako aktivan kao tijekom devedesetih, kada je svakom svojom izjavom punio naslovne strane.
Ozova stajališta izrazito su pacifistička u području politike, a socijalno-demokratska u području socijalne ekonomije. Oz je jedan od prvih Izraelaca koji je zagovarao rješavanje izraelsko-palestinskog sukoba nakon Šestodnevnog rata. Učinio je to 1967. u svom članku Land of our Forefathers u novinama Davar. Godine 1978. jedan je od utemeljitelja pokreta Peace Now. Za razliku od drugih u izraelskom mirovnom pokretu nije bio protivnik gradnje sigurnosne ograde na izraelskoj zapadnoj obali, nego je vjerovao da bi to trebalo biti kao i Zelena crta. 
Protivio se naseljavanju na okupiranim teritorijima od samog početka i bio među prvima koji je odao priznanje dogovoru u Oslu i pregovorima s PLO-om. U svojim govorima i esejima često napada ljevičare koji ujedno nisu i cionisti te uvijek ističe svoj cionistički identitet. Mnogi pripadnici desnice Oza smatraju najelokventnijim glasnogovornikom cionističke ljevice.
Ime Amosa Oza dugo se povezivalo s izraelskom laburističkom strankom. Bio je prisan s vođom stranke Shimon Peresom. Kada se Peres povlačio spominje se da je upravo on bio taj koji je imenovao Oza kao jednog od trojice mogućih nasljednika, zajedno s Ehudom Barakom (kasnije premijerom) i Shlomom Ben-Amijem (kasnije ministrom vanjskim poslova u Barakovoj vladi).
U devedesetima Oz više nije pristaša laburista, nego se priklanja stranci Meretz. Shulamit Aloni, vođa stranke postaje mu dobar i blizak prijatelj. Zadnjih godina Oz je stranku laburista nazivao strankom koja "u mojim očima skoro da više i ne postoji." U izbornoj 2003. godini za šesnaesti saziv Knesseta, Oz se pojavio u Meretzovoj TV reklamnoj kampanji pozivajući birače da glasuju za Meretz.

## Djela
Romani
- Where the Jackals Howl (1965)
- Elsewhere, Perhaps (1966)
- My Michael (1968)
- Unto Death (1971)
- Touch the Water, Touch the Wind (1973)
- The Hill of Evil Counsel (1976)
- Soumchi (1978)
- A Perfect Peace (1982)
- Black Box (1987)
- To Know a Woman (1989)
- Fima (1991)
- Don't Call It Night (1994)
- A Panther in the Basement (1995)
- The Same Sea (1999)

Druga djela
- In the Land of Israel (politički eseji)
- Israel, Palestine and Peace: Essays
- Under This Blazing Light
- A Tale of Love and Darkness (2003)
- How to Cure a Fanatic (2006)